# 강남도 (당)
강남도(江南道)는 당나라 시기 설치된 중국의 옛 행정 구역이다. 본래 저장성, 푸젠성, 장시성, 후난성 전역, 구이저우성 동부, 안후이성, 장쑤성, 후베이성의 장강 이남 지방의 광활한 영역을 통치했고 그 중심지는 소주(蘇州)에 두었다. 733년(당 현종 개원 21년) 강남동도(江南東道), 강남서도(江南西道), 검중도(黔中道)의 3개 도로 분리되었다.

## 행정 구역

### 강남동도
윤주(潤州) · 상주(常州) · 소주(蘇州) · 호주(湖州) · 항주(杭州) · 월주(越州) · 명주(明州) · 태주(台州) ·  무주(婺州) · 구주(衢州) · 신주(信州) · 목주(睦州) · 흡주(歙州) · 처주(處州) · 온주(溫州) · 복주(福州) · 천주(泉州) · 건주(建州) · 정주(汀州) · 장주(漳州)

### 강남서도
강남서도에 편입된 주 가운데 예주와 낭주는 천보 연간에 산남동도로 이관되었다. 
선주(宣州) · 지주(池州) · 요주(饒州) · 홍주(洪州) · 건주(虔州) · 무주(撫州) · 길주(吉州) · 강주(江州) ·  원주(袁州) · 악주(鄂州) · 악주(岳州) · 담주(潭州) · 형주(衡州) · 예주(澧州) · 낭주(朗州) · 영주(永州) ·  도주(道州) · 침주(郴州) · 소주(邵州) · 연주(連州)

### 검중도
검주(黔州) · 진주(辰州) · 금주(錦州) · 시주(施州) · 무주(巫州) · 업주(業州) · 이주(夷州) · 파주(播州) · 사주(思州) · 비주(費州) · 남주(南州) · 계주(溪州) · 진주(溱州) · 진주(珍州) · 장주(牂州) · 충주(充州) · 응주(應州) · 염주(琰州) · 뇌주(牢州)

### 절도사
당말에 아래와 같은 절도사로 분리되었다. 
| 절도사         | 한자           | 절도사의 치소 | 관할 주 |
| -------------- | -------------- | ------------- | --- |
| 절강서도절도사 | 浙江西道節度使 | 윤주(潤州)    | 윤주(潤州), 상주(常州), 소주(蘇州), 호주(湖州), 항주(杭州), 목주(睦州) |
| 절강동도절도사 | 浙江東道節度使 | 월주(越州)    | 월주(越州), 명주(明州), 태주(台州), 무주(婺州), 구주(衢州), 처주(處州), 온주(溫州)                                                                                                 |
| 복건관찰사     | 福建觀察使     | 복주(福州)    | 복주(福州), 건주(建州), 정주(汀州), 천주(泉州), 장주(漳州) |
| 선주관찰사     | 宣州觀察使     | 선주(宣州)    | 선주(宣州), 흡주(歙州), 지주(池州) |
| 강남서도관찰사 | 江南西道觀察使 | 홍주(洪州)    | 홍주(洪州), 요주(饒州), 길주(吉州), 강주(江州), 원주(袁州), 신주(信州), 건주(虔州), 무주(撫州)                                                                                     |
| 무창군절도사   | 武昌軍節度使   | 악주(鄂州)    | 악주(鄂州), 악주(岳州), 기주(蘄州), 황주(黃州), 안주(安州), 신주(申州), 광주(光州)                                                                                                 |
| 호남관찰사     | 湖南觀察使     | 담주(潭州)    | 담주(潭州), 형주(衡州), 침주(郴州), 연주(連州), 도주(道州), 영주(永州), 소주(邵州)                                                                                                 |
| 검중관찰사     | 黔中觀察使     | 검주(黔州)    | 검주(黔州), 부주(涪州), 계주(溪州), 사주(思州), 비주(費州), 진주(辰州), 금주(錦州), 파주(播州), 시주(施州), 진주(珍州), 이주(夷州), 업주(業州), 진주(溱州), 남주(南州), 무주(巫州) |

## 같이 보기
- 당나라
- 당조의 도주현